# Emmanuel Clairefond
Emmanuel Clairefond, né le 20 avril 1897 à Valence et mort le 21 novembre 1953 à Angers, est un homme politique français.

## Biographie
Directeur commercial d'entreprises de graines et semences à Saumur, son action comme officier d'artillerie pendant la première guerre mondiale lui vaut la légion d'honneur à titre militaire, la croix de guerre et la croix de combattant volontaire.
En 1940, il est prisonnier de guerre, mais libéré en juin 1941 du fait de son statut d'ancien combattant.
Membre du MRP, il est élu maire de Saumur en 1945, et conserve ce mandat jusqu'à sa mort. Cette même année, il est élu conseiller général du Maine-et-Loire.
Candidat à l'élection de la première constituante sur la liste du MRP, il est le premier non-élu (4e de liste). En juin 1946, placé à la même position, il profite de la poussée de son parti (43,9 % dans le Maine-et-Loire), et est élu député.
A la fin de l'année il vise les sénatoriales. Avec 57,8 % des voix, il est facilement élu et siège au Conseil de la République.
Trois ans plus tard, cependant, il pâtit de la poussée du RPF dans le département, et n'obtient que 14,9 % des voix, et perd son siège.
De nouveau candidat aux législatives sur la liste du MRP en 1951, il n'est pas élu.
Il meurt deux ans plus tard, à l'âge de 56 ans.

## Détail des fonctions et des mandats
Mandats parlementaires
- 2 juin 1946 - 27 novembre 1946 : Député de Maine-et-Loire
- 8 décembre 1946 - 7 novembre 1948 : Sénateur de Maine-et-Loire

## Distinctions
- Officier de la Légion d'honneur (2 aout 1950)[1]
- Croix de guerre 1914–1918